# Pycnofragilia hamisetosa
Pycnofragilia hamisetosa is een zeespin uit de familie Ascorhynchidae. De soort behoort tot het geslacht Pycnofragilia. Pycnofragilia hamisetosa werd in 1908 voor het eerst wetenschappelijk beschreven door Loman. 